# Synthetic Generation
Synthetic Generation är det svenska metalbandet Deathstars debutalbum, utgivet i mars 2002. Albumet utgavs på CD, LP och kassett.

## Låtförteckning
| Nr           | Titel                 | Längd |
| ------------ | --------------------- | ----- |
| 1.           | Semi-Automatic        | 4:17  |
| 2.           | Synthetic Generation  | 3:28  |
| 3.           | New Dead Nation       | 3:39  |
| 4.           | Syndrome              | 3:10  |
| 5.           | Modern Death          | 3:57  |
| 6.           | Little Angel          | 4:11  |
| 7.           | The Revolution Exodus | 4:00  |
| 8.           | Damn Me               | 3:33  |
| 9.           | The Rape of Virtue    | 3:54  |
| 10.          | Genocide              | 3:39  |
| 11.          | No Light to Shun      | 3:24  |
| Total längd: | Total längd:          | 41:12 |

| 12. | White Wedding (Billy Idol-cover)  |  |
| 13. | Our God, the Drugs                |  |
| 14. | Synthetic Generation (Musikvideo) |  |
| 15. | Syndrome (Musikvideo)             |  |

## Medverkande
- Whiplasher Bernadotte – sång
- Nightmare Industries – sologitarr, keyboard, elbas
- Beast X Electric – kompgitarr
- Bone W. Machine – trummor